# トリコロール96
トリコロール96は、IGT Japanが1996年に製作・販売したパチスロ機（4号機）である。

## 概要
1994年に登場した第一弾「ベガスガール」に続く第二弾として1996年に発売された。前作「ベガスガール」はボーナスが完全告知だった上に配列上順押しでプレイしてもリプレイを取りこぼすなどの問題や体感機攻略も存在し完成度の問題があったが、本機は当時全米ナンバーワンの人気を誇ったスロットマシン「Red,white&blue」をモチーフとして作成。また当時検定取り消し問題で3年間の販売自粛を受けていたアークテクニコの提携もあり、前作に比べるとかなり完成度は高くなっていた。なお、ボーナス絵柄や小役のプラム、オレンジはアークテクニコのアニマルやワイルドキャッツの絵柄に酷似している。

## ゲーム性
リーチ目は存在するが、基本的に何かしらのフラグが成立すると、順押しにおいては中リールの最小滑り制御で成立絵柄をテンパイさせるようになるコントロール制御を併用していた。このため、子役図柄がビタ止まりテンパイした場合には全て子役ハズレ目、同色7がビタ止まりテンパイした場合は全て2リールボーナス確定目となる。
また主パターン目は
- ボーナス絵柄の斜めテンパイ＋右リール中段チェリー
- 右リール上段赤7
- ボーナス絵柄が「中段・中段・下段」に並ぶ

などがあったがいずれも条件が存在したり、中には左リール下段に白7がビタ止まりするだけで一確になるという話があった。また効果はプラス10枚程度だがリプレイ外しも存在した。